# Noel Fisher
Noel Roeim Fisher (Vancouver, 1984. március 13. –) kanadai színész.

## Élete
A Brit Columbia állambeli Vancouverben született. Színészi karrierjét 14 évesen kezdte a The Sheldon Kennedy Story című televíziós filmben. Fiatal színészként a Vancouverben töltött ideje alatt arra ösztönözték, hogy „különböző órákat vegyen”, végül „beleszeretett” a zongorázásba, amelyet nyolc évig tanult.

## Magánélete
Fisher 2005 novembere óta van kapcsolatban Layla Alizada színésznővel. A pár 2014-ben jegyezte el egymást, 2017. július 15-én pedig összeházasodtak.

## Filmográfia
| Év   | Magyar cím                                | Eredeti cím                                      | Szerep                           | Magyar hang   |
| ---- | ----------------------------------------- | ------------------------------------------------ | -------------------------------- | ------------- |
| 2001 | Véres Valentin                            | Valentine                                        | Tulga bandatag #1                |               |
| 2001 | Eszement Freddy                           | Freddy Got Fingered                              | Pimply menedzser                 |               |
| 2001 | Kiskrapek visszavág                       | Max Keeble's Big Move                            | Troy McGinty                     |               |
| 2003 | ÖcsiKém                                   | Agent Cody Banks                                 | Fenster                          |               |
| 2003 | Esküdni mernék                            | A Guy Thing                                      | Pattanásos arcú tini             |               |
| 2003 | Végső állomás 2.                          | Final Destination 2                              | Brian Gibbons                    | Bíró Attila   |
| 2006 | Az élet ritmusa                           | Pope Dreams                                      | Pete                             |               |
| 2007 | Kusza kapcsolatok                         | After Sex                                        | Jay                              | Seder Gábor   |
| 2008 | Bosszú                                    | Red                                              | Danny McCormack                  | Hamvas Dániel |
| 2011 | A Föld inváziója – Csata: Los Angeles     | Battle Los Angeles                               | Shaun Lenihan közlegény          | Hamvas Dániel |
| 2011 |                                           | Commerce (rövidfilm)                             | Pete                             |               |
| 2011 |                                           | Thule (rövidfilm)                                | Ann. Jim Parker                  |               |
| 2012 | Alkonyat: Hajnalhasadás – 2. rész         | The Twilight Saga: Breaking Dawn – Part 2        | Vlagyimir                        |               |
| 2014 | Tini nindzsa teknőcök                     | Teenage Mutant Ninja Turtles                     | Michelangelo (hang és arcmodell) | Rajkai Zoltán |
| 2015 | Batman határtalanul: A szörnyek keringője | Batman Unlimited: Monster Mayhem                 | Gogo Shoto (hangja)              | Penke Bence   |
| 2016 | Tini Nindzsa Teknőcök: Elő az árnyékból!  | Teenage Mutant Ninja Turtles: Out of the Shadows | Michelangelo (hang és arcmodell) | Rajkai Zoltán |
| 2018 |                                           | Racetime                                         | Zac (hangja)                     |               |
| 2018 |                                           | A Yeti Adventure                                 | Simon Picard (hangja)            |               |
| 2019 |                                           | Justice League vs. the Fatal Five                | Brainiac 5 (hangja)              |               |
| 2020 | Capone                                    | Capone                                           | Junior                           | Hamvas Dániel |

### Televízió
| Év        | Magyar cím                               | Eredeti cím                       | Szerep                            | Megjegyzés |
| --------- | ---------------------------------------- | --------------------------------- | --------------------------------- | --- |
| 1999      |                                          | Abuse of Trust                    | Sheldon Kennedy fiatalon          | tévéfilm |
| 2000      |                                          | 2gether                           | gördeszkás fiú                    | tévéfilm |
| 2000      | Tavaszi bezsongás                        | Ratz                              | James                             | tévéfilm |
| 2000      | Délidő                                   | High Noon                         | Billy                             | tévéfilm |
| 2000      | 2gether – Dögös ötös                     | 2gether: The Series               | Gary Long                         | 1 epizód |
| 2000      |                                          | Just Deal                         | kisgyerek                         | 1 epizód |
| 2000–2001 |                                          | You, Me and the Kids              | Aaron                             | 10 epizód |
| 2000–2003 | X-Men: Evolúció                          | X-Men: Evolution                  | Toad (hangja)                     | - mellékszereplő - magyar hangja: - Szokol Péter                                                                                   |
| 2001      | Végtelen határok                         | The Outer Limits                  | Brae                              | 1 epizód |
| 2001      | Androméda                                | Andromeda                         | Breyon                            | 1 epizód |
| 2001      |                                          | Sk8                               | Alex                              | 1 epizód |
| 2002      |                                          | Glory Days                        | Robbie McNiel                     | 1 epizód |
| 2002      | Az ördög lelkén szárad                   | I Was a Teenage Faust             | Tom                               | tévéfilm |
| 2002      | Gyilkos fullánk                          | Killer Bees!                      | Dylan Harris                      | tévéfilm |
| 2002–2004 |                                          | Hamtaro                           | Stan                              | angol szinkron |
| 2003      | Szikrázó vihar 2. – Tomboló égbolt       | Lightning: Bolts of Destruction   | Jeremy Landis                     | - tévéfilm - magyar hangja: - Simonyi Balázs                                                                                       |
| 2003      | Az idő rabjai                            | A Wrinkle in Time                 | 16 éves „IT” fiú                  | tévéfilm |
| 2003      | Családi ünnepi összejövetel              | Thanksgiving Family Reunion       | Buzz Hodge                        | - tévéfilm - magyar hangja: - Előd Botond                                                                                          |
| 2004      | Két pasi – meg egy kicsi                 | Two and a Half Men                | Freddie                           | 1 epizód |
| 2004      | Döglött akták                            | Cold Case                         | Jerry Kasher                      | 1 epizód |
| 2004      |                                          | Huff                              | Sam Johnson                       | 3 epizód |
| 2004      |                                          | Renegadepress.com                 | Vince                             | 1 epizód |
| 2004      |                                          | Fillmore!                         | Bri-Dog (hangja)                  | 1 epizód |
| 2005–2006 |                                          | Godiva's                          | TJ                                | főszerep |
| 2006      | A médium                                 | Medium                            | Brian / Jessie Andrews            | 1 epizód |
| 2006      | Túsztárgyalók                            | Standoff                          | Owen Johnson                      | 1 epizód |
| 2007–2008 | Gazdagék                                 | The Riches                        | Cael Malloy                       | - főszereplő - magyar hangja: - Czető Roland                                                                                       |
| 2008      | Életfogytig zsaru                        | Life                              | John Armstrong                    | 1 epizód |
| 2008      | Esküdt ellenségek: Bűnös szándék         | Law & Order: Criminal Intent      | Milo                              | 1 epizód |
| 2008      | A mentalista                             | The Mentalist                     | Travis Tennant                    | 1 epizód |
| 2009      | Dr. Csont                                | Bones                             | Teddy Parker                      | 1 epizód |
| 2009      | Esküdt ellenségek: Különleges ügyosztály | Law & Order: Special Victims Unit | Dale Stuckey                      | 4 epizód |
| 2009      | Kutya karácsonyra                        | A Dog Named Christmas             | Todd McCray                       | tévéfilm |
| 2010      | The Pacific – A hős alakulat             | The Pacific                       | Hamm közlegény                    | - 1 epizód - magyar hangja: - Dévai Balázs                                                                                         |
| 2010      | Kutyákok                                 | Terriers                          | Adam Fisher / Amnéziás            | 1 epizód |
| 2010      | Hazudj, ha tudsz!                        | Lie to Me                         | Brian Warner                      | 1 epizód |
| 2010      | Sötét zsaruk                             | Dark Blue                         | Pete                              | 1 epizód |
| 2011      | Gyilkos elmék: Alapos gyanú              | Criminal Minds: Suspect Behavior  | Jason Wheeler                     | 1 epizód |
| 2011–2021 | Shameless – Szégyentelenek               | Shameless                         | Mickey Maguire                    | - főszereplő (3–5., 10–11. évad) - mellékszereplő (1–2, 7. évad) - különleges szerep (6., 9. évad) - magyar hangja: - Czető Roland |
| 2012      | A Hatfield–McCoy viszály                 | Hatfields & McCoys                | Ellison "Cotton Top" Mounts       | - minisorozat - magyar hangja: - Előd Botond                                                                                       |
| 2012      |                                          | The Booth at the End              | Dillon                            | 5 epizód |
| 2016–2017 | Justice League Action                    | Justice League Action             | Klarion, a boszorkányfiú (hangja) | - 2 epizód - magyar hangja: - Sörös Miklós                                                                                         |
| 2017      | Fear the Walking Dead                    | Fear the Walking Dead             | Willy                             | 1 epizód |
| 2017      | Hosszú út hazáig                         | The Long Road Home                | Tomas Young közlegény             | - minisorozat - magyar hangja: - Bergendi Áron                                                                                     |
| 2018      | Castle Rock                              | Castle Rock                       | Dennis Zalewski                   | - 6 epizód - magyar hangja: - Hamvas Dániel                                                                                        |
| 2019      | Red Line                                 | The Red Line                      | Paul Evans tiszt                  | - főszereplő - magyar hangja: - Czető Roland                                                                                       |
| 2020      |                                          | The Conners                       | Ed Conner Jr.                     | 3 epizód |
| 2022      | A hívás                                  | The Calling                       | Zack Miller                       | 4 epizód |
| 2025      | Az újonc                                 | The Rookie                        | Harrison Novak                    | 1 epizód |

## Fordítás
- Ez a szócikk részben vagy egészben  a   Noel Fisher című angol Wikipédia-szócikk fordításán alapul.  Az eredeti cikk szerkesztőit annak laptörténete sorolja fel. Ez a jelzés csupán a megfogalmazás eredetét és a szerzői jogokat jelzi, nem szolgál a cikkben szereplő információk forrásmegjelöléseként.